# Bronisław Antczak
Bronisław Antczak (ur. 9 lutego 1928 w Mogilnie, zm. 30 sierpnia 1981) – polski porucznik Żeglugi Wielkiej, poseł na Sejm PRL VII i VIII kadencji z ramienia Polskiej Zjednoczonej Partii Robotniczej, reprezentujący okręg Gdynia. Był członkiem Komisji Gospodarki Morskiej i Żeglugi oraz Komisji Handlu Zagranicznego.

## Życiorys
Posiadał wykształcenie zasadnicze zawodowe. W 1948 wstąpił do Polskiej Partii Robotniczej i wraz z nią do PZPR. W 1951 ukończył kurs oficerów polityczno-wychowawczych i został oficerem polityczno-wychowawczym w Przedsiębiorstwie Połowów Dalekomorskich i Usług Rybackich „Dalmor”. W 1963 został porucznikiem Żeglugi Wielkiej. W 1966 objął funkcję I oficera na rybackich statkach dalekomorskich. Zasiadał w prezydium Komitetu Zakładowego PZPR, a także sekretarzem rady zakładowej. W latach 1976–1981 pełnił mandat posła na Sejm PRL, zmarł w trakcie jego sprawowania.
Został pochowany w nowej alei zasłużonych na cmentarzu Witomińskim w Gdyni (kwatera 26-40-8).

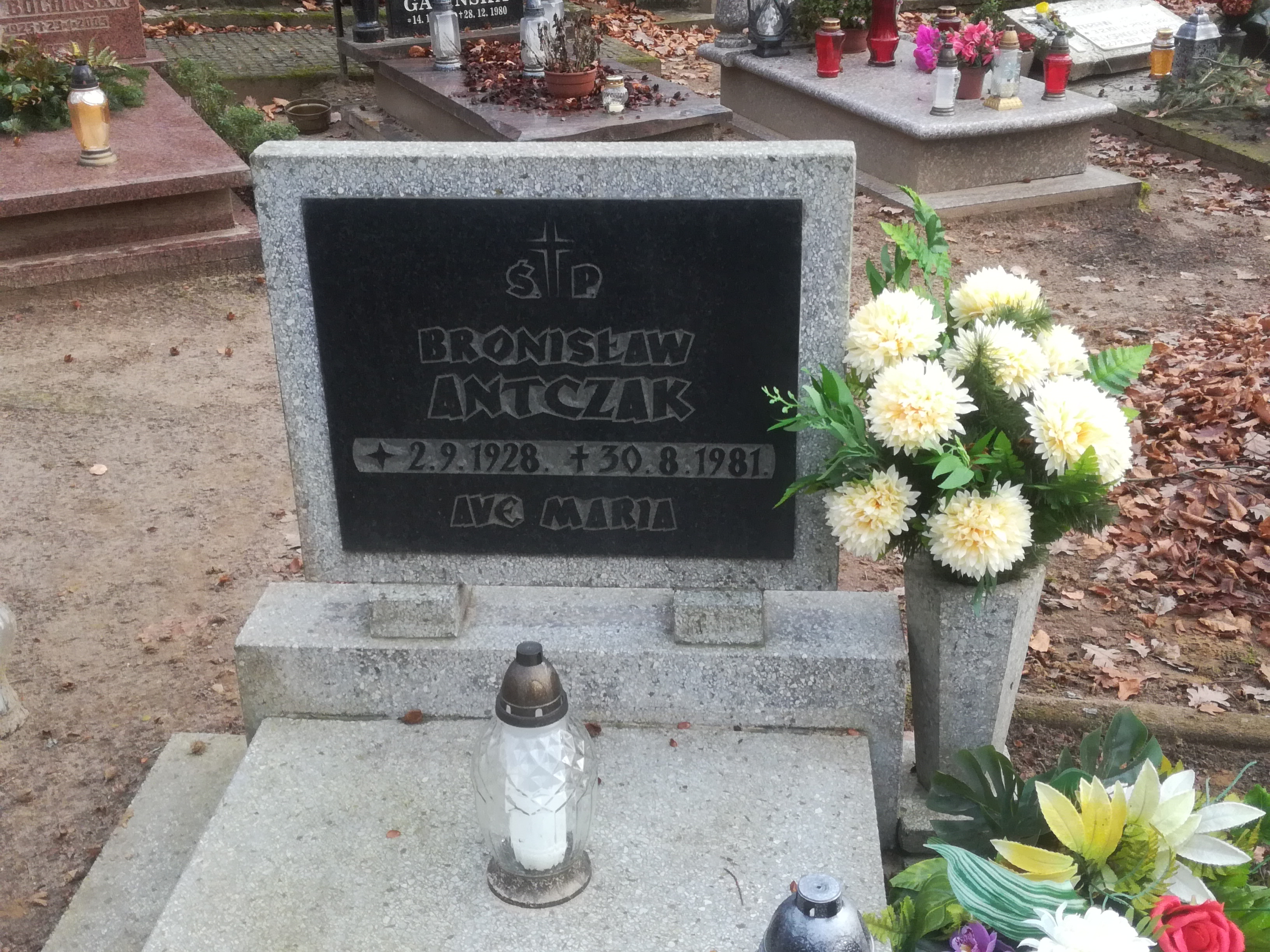
Grób Bronisława Antczaka na cmentarzu Witomińskim

## Ordery i odznaczenia
- Złoty Krzyż Zasługi
- Srebrny Krzyż Zasługi
- Medal 30-lecia Polski Ludowej
- Medal 10-lecia Polski Ludowej (1955)[2]
- Odznaka honorowa „Zasłużonym Ziemi Gdańskiej”
- Złota Odznaka honorowa „Zasłużony Pracownik Morza”
- Srebrna Odznaka honorowa „Zasłużony Pracownik Morza”